# Aceetaldoxime
Aceetaldoxime is een van de eenvoudigste oximes. Het komt voor in twee stereo-isomeren, de (E)- of syn- en (Z)- of anti-isomeer. Het mengsel van beide isomeren heeft een kookpunt van 114-115°C en een smeltpunt van 47°C. De vaste toestand komt voor in twee kristallijne vormen, een α- en β-vorm. De stof is zeer goed oplosbaar in water en is mengbaar met ethanol.

## Synthese
Aceetaldoxime is een aldoxime dat wordt gevormd door de condensatiereactie van aceetaldehyde met hydroxylamine.

## Toepassingen
Aceetaldoxime wordt gebruikt als reagens in uiteenlopende reacties. Het is een belangrijk tussenproduct in de synthese van bepaalde oximecarbamaat-pesticiden, waaronder methomyl, thiodicarb en alanycarb.